# Convention évangélique baptiste du Paraguay
La Convention évangélique baptiste du Paraguay (espagnol : Convención Evangélica Bautista del Paraguay) est une association chrétienne évangélique d'églises baptistes au Paraguay.  Elle est affiliée à l’Alliance baptiste mondiale. Son siège est situé à Asuncion. 

## Histoire

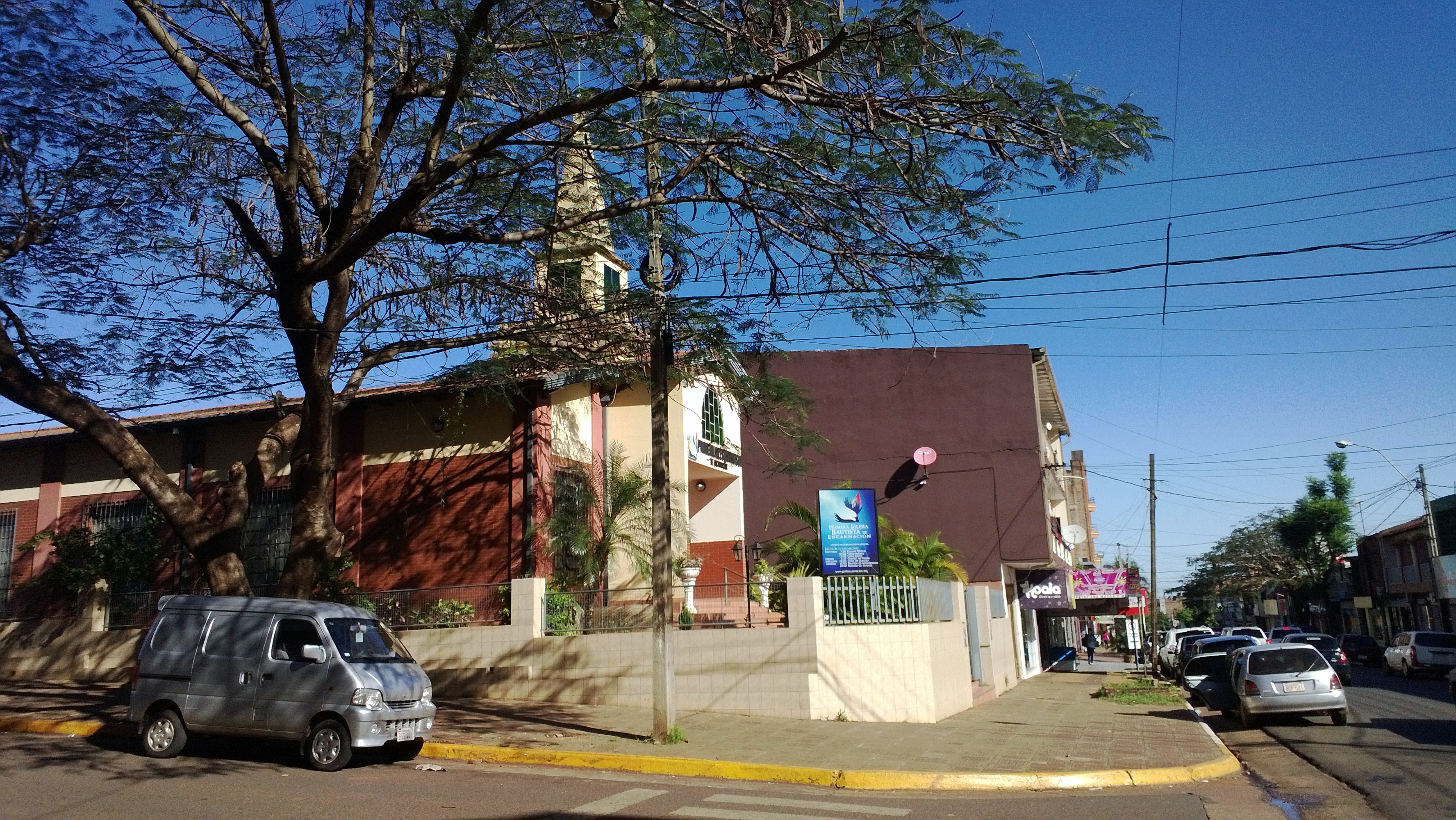
Église baptiste d'Encarnación.

La Convention évangélique baptiste du Paraguay a ses origines dans une mission de la Convention baptiste évangélique Argentine en 1919. Elle est officiellement fondée en 1956. Selon un recensement de l’association, en 2023 elle disait avoir 290 églises et 21,500 membres.